# Gartenkürbis
Der Gartenkürbis (Cucurbita pepo) ist eine kultivierte Pflanzenart aus der Familie der Kürbisgewächse (Cucurbitaceae). Der Gartenkürbis wird in mehreren Sorten als Futter-, Öl-, Gemüse-, Arznei- und Zierpflanze angebaut. Er wurde zur Arzneipflanze des Jahres 2005 gekürt.
Im Gegensatz zu den meisten Sorten des Riesenkürbis werden Gartenkürbisse wie etwa Zucchini und Patisson als Sommerkürbisse eher früh geerntet, bevor Kerne und Schale verhärten und der Stiel verholzt.

## Merkmale

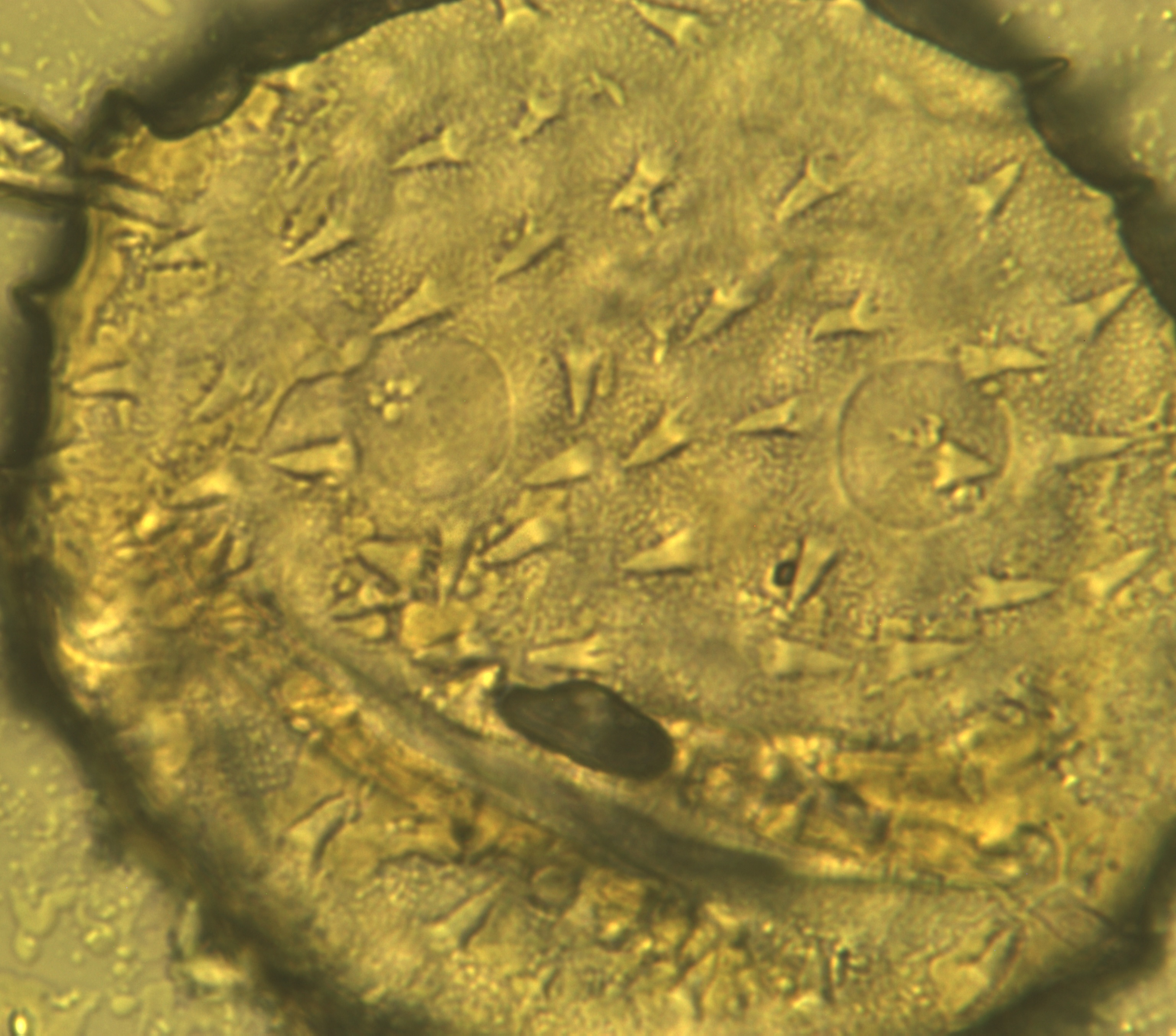
Pollenkorn des Gartenkürbis

Der Gartenkürbis ist eine einjährige krautige Pflanze. Er wächst sowohl als Kletterpflanze oder kriechende Pflanze mit langen Ranken als auch in buschiger Form mit kurzen, begrenzt wachsenden Trieben ohne Ranken. Die einfachen Laubblätter sind lang gestielt. Die herzförmigen Blattspreiten sind sehr groß und stark gelappt bis tief eingeschnitten. Die ästigen Blattranken sind wahrscheinlich aus Mittelrippen abzuleiten. Sie reagieren in wenigen Sekunden auf eine Belastung von weniger als einem Millionstel Gramm. Bei feuchtem Wetter erfolgt die Reaktion so schnell, dass man die Einkrümmung verfolgen kann. Der Sprosszuwachs kann bis zu 14 cm pro Tag betragen.
Sie ist einhäusig getrenntgeschlechtig (monözisch) und blüht von Juni bis August. Die Trichterblüten sind vormittags geöffnet. Die goldgelbe Blütenkrone hat einen Durchmesser von 7 bis 10 cm. Die Kronröhre der männlichen Blüten ist becherförmig, etwas eingeschnürt und mit pfriemförmigen bis lanzettlichen Zipfeln versehen. Die Zuckerproduktion im Nektar ist mit 28 mg pro Tag und Blüte sehr hoch. Die Blüten werden reichlich von Bienen und Hummeln besucht. Die stacheligen Pollenkörner sind mit 0,2 mm Durchmesser und einem Gewicht von nur 0,001 mg die größten der in Mitteleuropa wachsenden Pflanzen.
Die Frucht ist gelb bis orange (bei einigen Zuchtformen auch andersfarben), rundlich oder länglich und erreicht eine Größe von 15 bis 40 cm im Durchmesser. Die Früchte sind Beeren (Panzerbeeren); sie können über 30 kg schwer werden. Das Fruchtfleisch ist faserig.
Von anderen kultivierten Kürbis-Arten lässt er sich durch folgende Merkmale unterscheiden: Der Fruchtstiel ist hart, eckig, tief gefurcht und nur selten am Fruchtansatz verbreitert. Die Sprossachse sowie die Blattstiele sind mit einzeln stehenden, borstigen „Haaren“ (Trichomen) besetzt. Die Blätter sind handförmig gelappt, häufig tief eingeschnitten und ebenfalls stechend behaart. Die Samen sind stumpf weiß bis bräunlich, mit glatter Oberfläche, deutlichem, aber glattem Rand, der sich farblich nicht vom Rest des Samens unterscheidet. Die Samennarbe ist quadratisch bis rund.
Die Chromosomenzahl beträgt 2n = 40.

## Ökologie
Der Gartenkürbis ist eine Pflanze der gemäßigten Klimazone d. h., Keim- und optimale Wachstumstemperaturen liegen höher als bei den heimischen Pflanzen. Sie erfriert schon bei leichtem Frost und kümmert bei länger anhaltender kühler Sommerwitterung etwa unter 10 °C. Die Zuckerproduktion im Nektar ist mit 28 mg pro Tag sehr hoch. Es findet reicher Bienenbesuch statt.

## Systematik

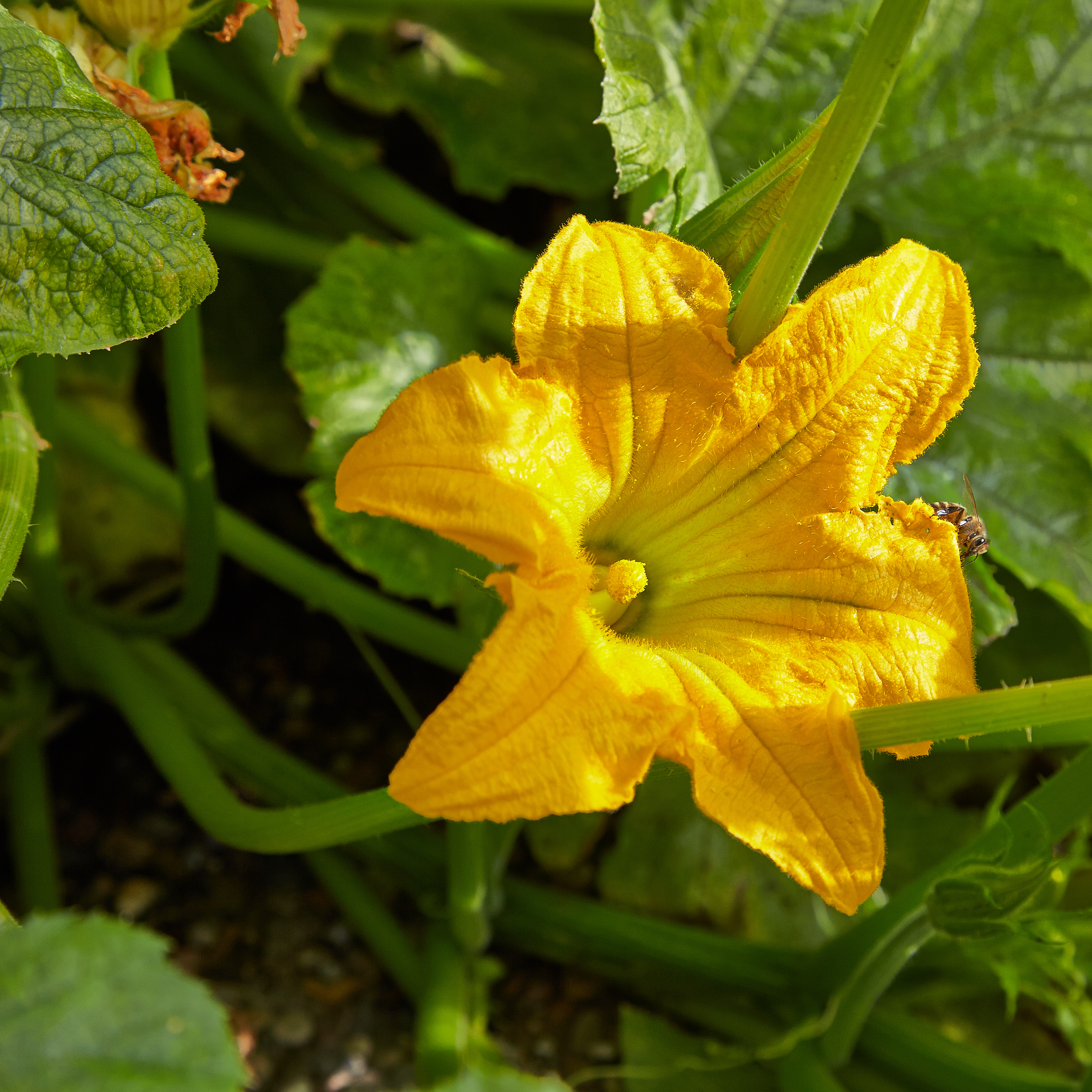
Männliche Blüte eines Gartenkürbis

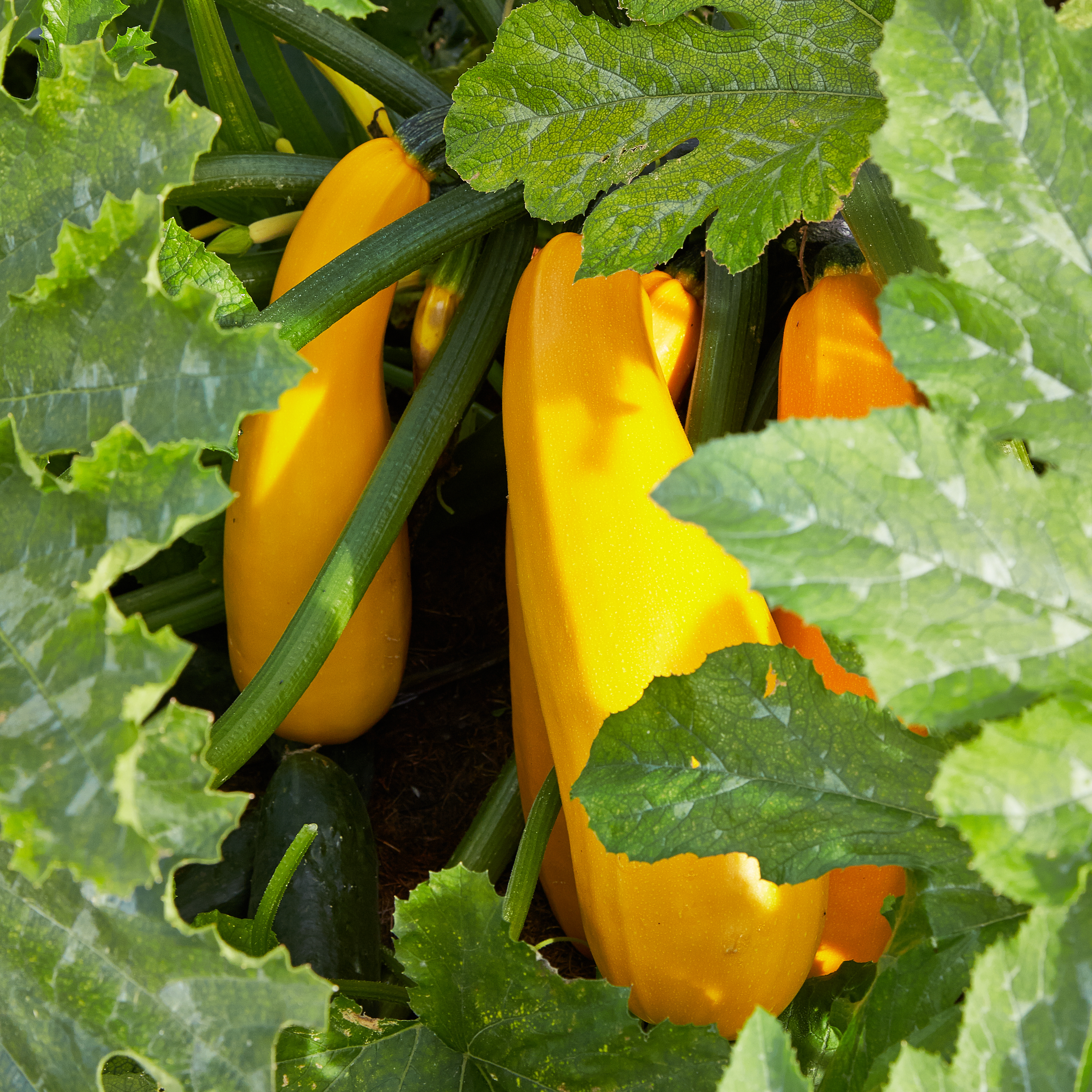
Zucchini gibt es mit gelber und grüner Haut.

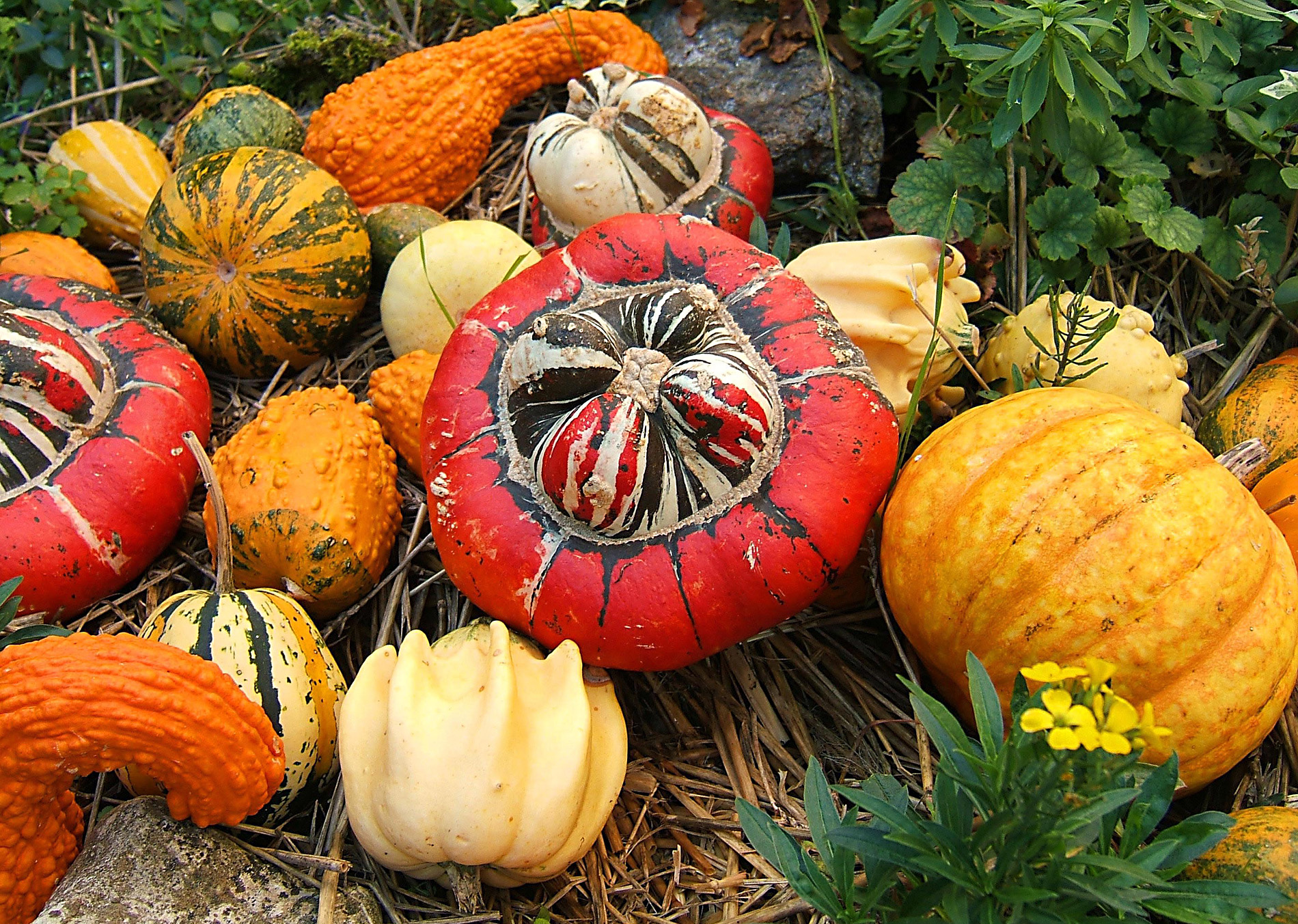
Zierformen des Gartenkürbis

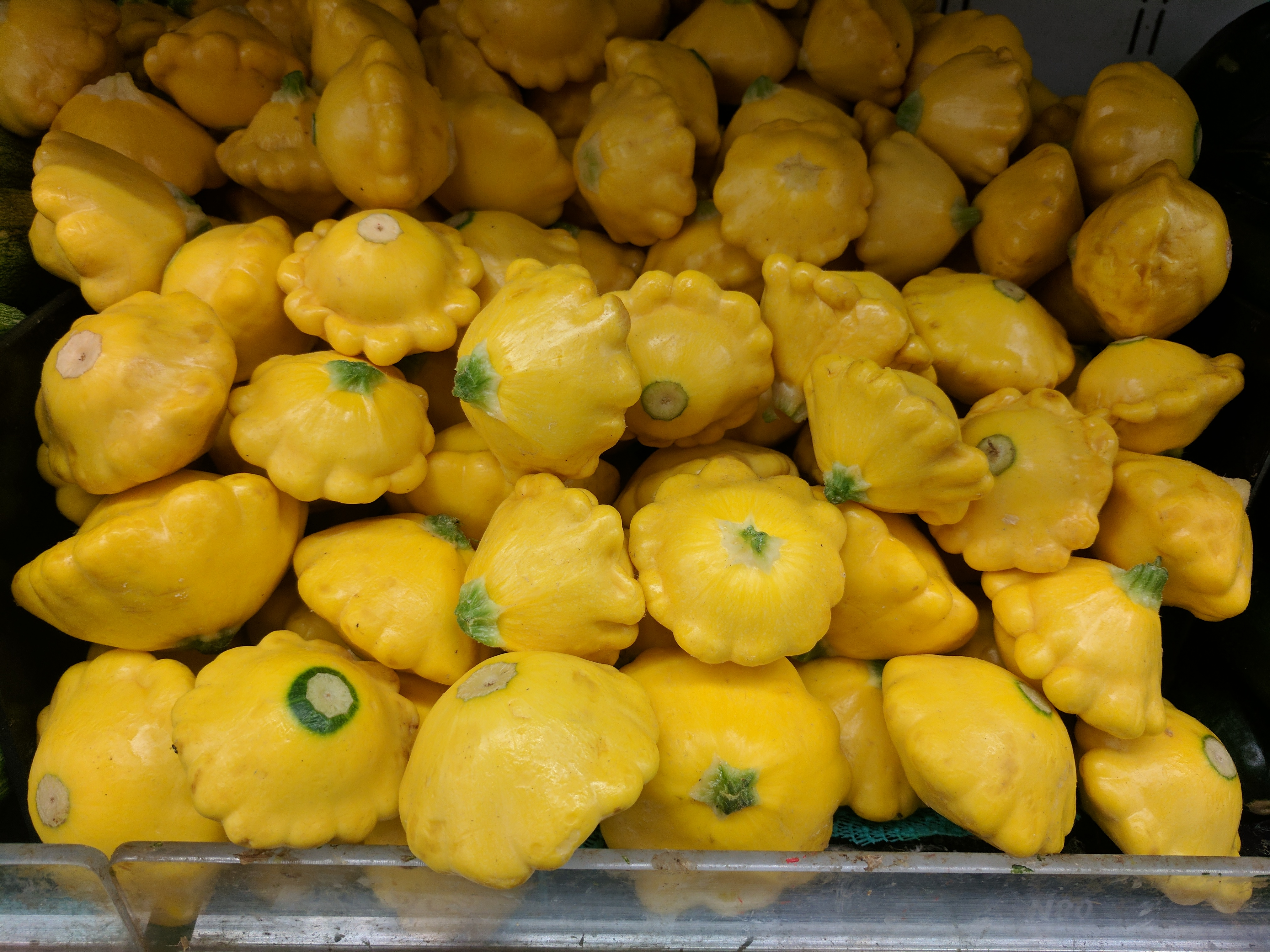
Kürbissorte Patisson

Der Gartenkürbis ist die formenreichste Art der Gattung Kürbisse (Cucurbita). Es werden mehrere Unterarten unterschieden sowie mehrere Sorten-Gruppen. Die beiden Systeme können wie folgt kombiniert werden:
- Cucurbita pepo subsp. fraterna umfasst Wildformen im Nordosten Mexikos.
- Cucurbita pepo subsp. ovifera (L.) D.S.Decker umfasst zwei Varietäten:[6]
  - Cucurbita pepo var. texana (Scheele) D.S.Decker umfasst Wildformen in den USA, die früher als eigene Art Cucurbita texana (Scheele) A.Gray geführt wurden.
  - Cucurbita pepo var. ovifera umfasst Zier- und Ess-Sorten:
    - Acorn-Gruppe: Frucht klein, deckelförmig, gerillt, am Blütenende zugespitzt
    - Crookneck-Gruppe: Frucht lang mit gekrümmtem Hals
    - Scallop-Gruppe: kleine, abgeflachte Frucht, typisch mit ausgebogenem Rand
    - Straightneck-Gruppe: Frucht zylindrisch mit geradem, leicht verengtem Hals
    - Oviform-Gruppe Zierformen
- Cucurbita pepo subsp. pepo umfasst die meisten essbaren Sorten und einige Zierformen. Wildformen sind nicht bekannt.
  - Cocozelle-Gruppe: Frucht lang, zylindrisch, vom breiten Blütenende weg schmaler werdend; Länge-zu-Breite-Verhältnis über 3,5.
  - Pumpkin-Gruppe: Frucht rund oder oval
  - Vegetable-marrow-Gruppe: Frucht kurz, zylindrisch, vom breiten Blütenende zum engen Stielende hin schmaler werdend. Hierher gehört der Spaghettikürbis
  - Zucchini-Gruppe: Frucht lang, zylindrisch, wenig oder nicht schmäler werdend zum Ende hin.
  - Spherical Zierformen
  - Warted Zierformen

Phylogenetische Untersuchungen haben gezeigt, dass die Einteilungen aufgrund der Fruchtformen im Wesentlichen den Verwandtschaftsverhältnissen entsprechen.

## Verbreitung und Standort
Der Gartenkürbis wird als Sommergemüse („Zucchini“) heute weltweit angebaut. Die Nutzung der ausgereiften Früchte beschränkt sich in den USA und Europa häufig auf Halloween („Jack-o-Lantern“); in anderen Ländern werden jedoch auch die reifen Früchte gegessen.
Der Gartenkürbis benötigt, wie alle Kürbisgewächse, nährstoffreichen Boden und genügend Wasser.

## Herkunft und Geschichte
Als Stammform des Gartenkürbisses gilt der Texanische Wildkürbis (Cucurbita texana). Die Heimat der verschiedenen Kürbisarten, von denen der Gartenkürbis die größte Bedeutung hat, liegt zwischen Peru und den südlichen USA. Der Kürbis ist eine der ältesten Kulturpflanzen der Menschheit und gehörte schon bei Maya und Azteken zu den Grundnahrungsmitteln. Archäologische Funde aus Mexiko weisen auf eine Kultivierung kleinsamiger Formen um 7000 bis 5000 v. Chr. hin. Funde aus dem südlichen Mexiko wurden auf 10.000 v. Chr. datiert. Später wurde der Gartenkürbis unabhängig davon im östlichen Nordamerika domestiziert.
Christoph Kolumbus berichtet, dass er die Pflanze 1492 in Kuba kennen und schätzen gelernt habe. Anfang des 16. Jahrhunderts gelangten dann die ersten Gartenkürbissamen nach Europa, so dass mit cucurbita zuvor nicht der Gartenkürbis gemeint sein konnte.

## Nutzung

### Küche
Das zerkleinerte und süßsauer eingemachte Fruchtfleisch ist als Kompott oder Fleischbelag schmackhaft. Für Kürbissuppen wird das Fruchtfleisch des Kürbisses allein oder in Mischung mit Kartoffeln und anderen Gemüsen (z. B. Möhren) in einer Gemüse- oder Fleischbrühe gekocht und anschließend mit Gewürzen püriert. Die großen Blüten werden in Mexiko für Suppen verwendet und in Italien gefüllt. Auch als Salat kann Kürbis dienen. Als Besonderheit gilt der Spaghettikürbis, der als ganzes gekocht, aufgeschnitten, fädig mürbes Fruchtfleisch liefert. Die Samen werden für Backwaren verwendet und dienen geröstet oder ungeröstet als Snack.

### Inhaltsstoffe
Die Früchte des Gartenkürbisses sind reich an Kalium, Calcium, Magnesium und Vitamin C, ebenfalls reichlich vorhanden ist die Aminosäure Citrullin. Die Samen enthalten bis etwa 35 % fettes Öl (z. B. beim „Ölkürbis“), das in manchen Ländern als Speiseöl genutzt wird. Besonders bekannt ist dabei das Kürbiskernöl aus der österreichischen Steiermark.

### Ölgewinnung
Zur Gewinnung von Kürbiskernöl wird vorwiegend der Steirische Ölkürbis verwendet; seine Samen sind nackt, d. h., sie besitzen nur eine dünnhäutige Samenschale. Die Kerne anderer Sorten enthalten ebenfalls Öl, jedoch oft weniger als der Ölkürbis.

### Zierpflanze
Der Gartenkürbis wird in verschiedenen Sorten gezogen, zu denen die vielfältigen „Zierkürbisse“ gehören. In den USA und in zunehmendem Maß in anderen Ländern ist es üblich, zu Halloween Kürbisse auszuhöhlen, Gesichter hineinzuschnitzen und von innen zu beleuchten.

### Medizinische Bedeutung
Als Heildroge dienen die Samen verschiedener Kulturvarietäten, vor allem von der gut untersuchten und wirkstoffreichen var. styriaca, dem Weichschaligen Steirischen Ölkürbis.
Wirkstoffe sind: Phytosterole, darunter delta-7-Sterole, Tocopherole wie Vitamin E, seltene Aminosäuren wie das wurmwirksame Cucurbitin, Spurenelemente wie Selen, Mangan, Kupfer, Zink und auch fettes Öl.
Anwendung: die Kürbissamen werden vor allem bei Reizblase und Beschwerden, wie sie beim Wasserlassen bei gutartiger Prostatavergrößerung auftreten, eingesetzt. Die Sterole sollen hierbei Bindung und Speicherung von Dihydrotestosteron  beeinflussen, das für die Vergrößerung der Prostata verantwortlich gemacht wird. Tocopherole und Selen mit entzündungshemmenden und antioxidativen Eigenschaften werden als weitere Wirkstoffe diskutiert.

### Lagerung
Die mögliche Lagerdauer ist von der Beschaffenheit der Schale und somit von der Sorte abhängig. Gelagert werden Kürbisse am besten bei 7 bis 10 °C und einer Luftfeuchte von durchschnittlich 90 %. Dann sind Winterkürbisse (ausgereifte Kürbisse) bis zu sechs Monate haltbar. Sommerkürbisse (junge, unreife Kürbisse; diese werden hierzulande meist Zucchini genannt) besitzen eine dünne Schale und sind nicht lagerfähig.